# Association du souvenir aux morts des armées de Champagne
L'Association du Souvenir aux Morts des Armées de Champagne (ASMAC) a été constituée le 10 mars 1929 pour conserver et honorer le souvenir des morts français et alliés tombés sur le front de Champagne pendant la Première Guerre mondiale.

## Histoire
À l’issue de la guerre 1914-1918, un monument-ossuaire fut érigé sur la crête de Navarin. Il se situe au centre du front de Champagne, sur les tranchées disputées avec acharnement, entre septembre 1914 et septembre 1918. C’est en souvenir de ces batailles et pour immortaliser le sacrifice des soldats français et alliés, qu’un groupe d’anciens combattants se proposèrent d’honorer la mémoire de leurs frères d’armes disparus sur ce front de Champagne par l’édification d’un monument.
Le Comité du Monument a vu le jour par décret le 23 avril 1923. Il avait pour mission de collecter les souscriptions et d'élever le monument Aux Morts des Armées de Champagne. Il était présidé par le général Alexis Hély-d'Oissel, sous la présidence d'honneur du général Henri Gouraud. Le monument fut inauguré le 28 septembre 1924 en présence de nombreuses personnalités comme le maréchal Joseph Joffre,,.

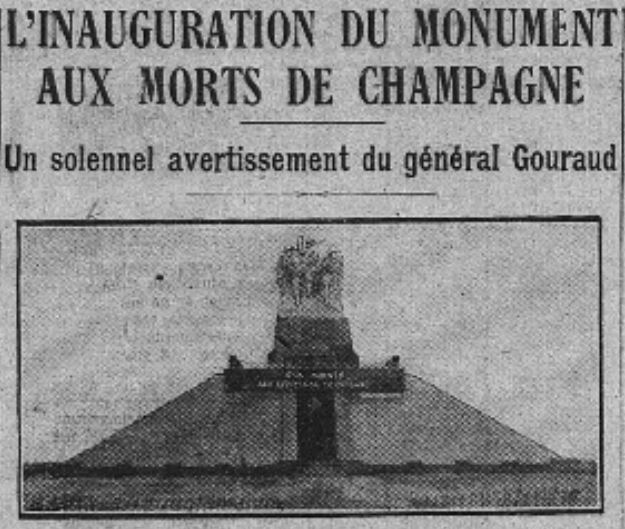
Article en une de L’Écho de Paris, le 29 septembre 1924.

Rapidement, le monument de Navarin est devenu un lieu de pèlerinage. Dès 1927, des anciens combattants de l'American Legion en visite à Paris sont venus se recueillir au monument. Par ailleurs, pour faire face au nombre important de soldats anonymes retrouvés, le monument est progressivement aménagé en ossuaire.
Quelques années après l'inauguration, le 10 mars 1929, l’Association du Souvenir aux Morts des Armées de Champagne voit le jour. Elle doit répondre aux besoins des pèlerins et assurer le devoir de mémoire de ceux tombés au champ d'honneur. C’est à cette date que la première assemblée s'est tenue à l’hôtel des Invalides. Elle a eu lieu sous la présidence d'honneur du général Henri Gouraud, assisté par le général Alexis Hély-d'Oissel,. Cette assemblée constituante a fixé les statuts de l'Association du Souvenir aux Morts des Armées de Champagne. Elle a pour vocation de « conserver, honorer et rappeler aux générations futures le souvenir glorieux des morts français et alliés tombés au champ d’honneur sur le front de Champagne, unir dans une même famille pères, mères, veuves, orphelins, parents et amis des morts et anciens combattants […] ».
Ayant accompli sa mission, le Comité du Monument est transformé en fondation pour assurer la gestion des lieux. La fondation du Monument aux Morts des Armées de Champagne et Ossuaire de Navarin fut créée le 16 mai 1933 par décret du président de la République. Ce nouvel organisme, reconnu d’utilité publique, devient propriétaire du monument et des cinq hectares de terrain qui l’entourent. « Cette Fondation doit en assurer l’entretien et la conservation. »
Depuis, la fondation entretient le bâtiment alors que l'association organise chaque année une grande cérémonie commémorative mobilisant des autorités françaises et américaines. Par son soutien financier pendant près de 87 ans, L'association a permis à la fondation d’entretenir le monument ; association et fondation ont donc des rôles distincts mais complémentaires. Elles agissent en parfaite symbiose pour perpétuer le devoir de mémoire. 
Au regard de l’ampleur de la gestion des travaux d’entretien du monument et du site, les exigences imposées par l’inscription à l’inventaire des monuments historiques et les difficultés inhérentes au respect de statuts contraignants datant d’une époque révolue, il est devenu nécessaire de s’interroger sur le devenir de la fondation. Une réflexion a été menée sur l’éventualité d’un transfert de propriété. En mars 2017, lors d’un conseil d’administration de la fondation, la reprise par l’État du site de Navarin considéré comme nécropole nationale est évoquée. Les procédures sont alors précisées et elles entraînent la dissolution de la fondation. Le 8 avril 2019, le décret « approuvant la dissolution d’une fondation reconnue d’utilité publique […] et approuvant le transfert de ses biens à l’État » est publié. Pour sa part, l’Association du Souvenir aux Morts des Armées de Champagne, sous couvert d’une convention, continuera d’assumer les activités d’accueil et d’animation.
En 2022, les archives de l'ASMAC ont été transférées à Reims aux archives départementales de la Marne. Elles représentent plus de 50 cartons et couvrent l'existence de l'association depuis sa création jusqu'à l'année 2018.

### Présidents
Les présidents de l'Association du Souvenir aux Morts des Armées de Champagne sont :
- général Henri Gouraud, 1929 - 1946 ;
- général André Prételat, 1946 - 1969 ;
- général Philippe Gouraud, 1969 - 1994 ;
- général Xavier Gouraud, 1994 - 2019 ;
- amiral Emmanuel Gouraud, depuis 2019.

## Activités de l'association aujourd'hui
Pour œuvrer à la mémoire des milliers de soldats tombés sur le front de Champagne, l’ASMAC :
- organise chaque année en septembre une cérémonie militaire suivie d’un office religieux, devant la nécropole nationale de Navarin. Elle commémore l'offensive du 26 septembre 1918 déclenchée à partir de la région de Navarin. Elle se terminera le 11 novembre 1918 sur les bords de la Meuse.
- Publie un bulletin semestriel sur l'histoire de la 4e armée pendant la Première Guerre mondiale ainsi que les combats de mai-juin 1940 en Champagne.
- Organise les visites du public sur le site et à l’intérieur du monument[13].

À l'occasion du centenaire du monument de Navarin en 2024, l'association envisage plusieurs projets :
- un colloque sur la « construction de la politique mémorielle en Champagne après la Première Guerre mondiale » ;
- une visite de villages détruits et jamais reconstruits notamment dans le camp militaire de Suippes ;
- une cérémonie du centenaire devant la nécropole nationale de Navarin[14].

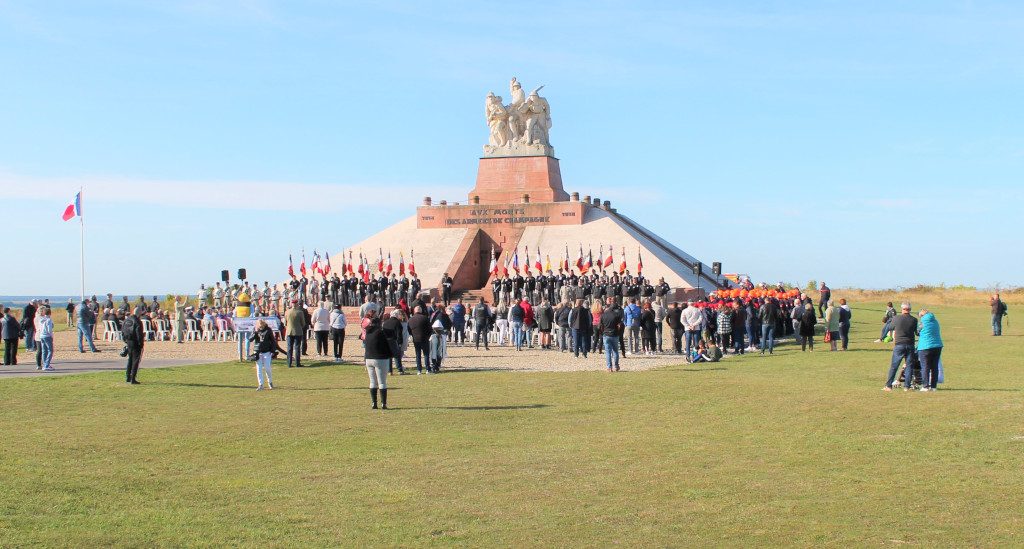
Cérémonie du 18 septembre 2022 devant la nécropole nationale de Navarin.